# Волховская застольная
«Волховская застольная» — песня времён Великой Отечественной войны на стихи поэта и фронтового корреспондента Павла Шубина.
Одна из двух наиболее известных версий песни на музыку композитора Исаака Любана, сочиненную весной 1942 года и исполнявшуюся первоначально в оркестровом варианте.
Текст будущей песни пробовали писать многие, но из восемнадцати вариантов был отобран один, а именно тот, автором которого являлся бывший шахтер, рядовой батальона Матвей Косенко. Его соавтором стал профессиональный поэт, сотрудник армейской газеты «Боевая тревога» Арсений Тарковский, который выполнил литературную обработку текста.
В этом варианте содержались строки:
Тост наш за Сталина,

тост наш за партию,

Тост наш за знамя побед!
Впервые песня «Наш тост» была исполнена по радио в мае 1942 года .
Поэт Павел Шубин, который был корреспондентом газеты «Фронтовая правда» в 377-й стрелковой дивизии Волховского фронта, в начале 1943 года участвовал в боях у Синявина во время попыток снять блокаду Ленинграда. Он написал на ту же музыку новую версию песни, так же получившую широкое распространение, как «Волховская застольная».
Есть также вариант названия «Ленинградская застольная».
Как говорилось в газете «Красная звезда», в песне «с особой силой выражена вера в нашу армию, в наш народ, в неминуемую Победу», а её история «свидетельствует о сохранении в народной памяти той Великой войны и о глубоком уважении к фронтовикам». Не ранее конца 1940-х к тексту Павла Шубина (но не им самим) также было добавлено упоминание о Сталине, убранное во время «борьбы с культом личности». С тех пор песня исполняется в первоначальном виде (6 строф, см. Песни Победы, М., 2005, с.191).
Первая запись песни, датируется декабрём 1943 года
Полный текст песни (1943 год):

Редко, друзья, нам встречаться приходится,

Но уж когда довелось,

Вспомним, что было, и выпьем, как водится,

Как на Руси повелось!

Пусть вместе с нами земля (семья) ленинградская

Рядом сидит у стола.

Вспомним, как русская сила солдатская

Немцев за Тихвин гнала!

Выпьем за тех, кто неделями долгими

В мерзлых лежал блиндажах,

Бился на Ладоге, бился на Волхове,

Не отступил ни на шаг.

Выпьем за тех, кто командовал ротами,

Кто умирал на снегу,

Кто в Ленинград пробивался болотами,

Горло ломая врагу.

Будут в преданьях навеки прославлены

Под пулеметной пургой

Наши штыки на высотах Синявина,

Наши полки подо Мгой.

Встанем и чокнемся кружками, стоя, мы

В братстве друзей боевых,

Выпьем за мужество павших героями,

Выпьем за встречу живых!

## Комментарии
1. ↑  Косенко, Матвей Евгеньевич (1904–1964) —  батальонный комиссар, в Красной Армии с 1937 года, на момент написания песни проходил службу в штабе 16 Армии Западного Фронта[1]